# The '59 Sound
The '59 Sound is het tweede studioalbum van de Amerikaanse rockband The Gaslight Anthem. Het werd op 19 augustus 2008 op cd en lp uitgegeven via het platenlabel SideOneDummy Records. Het is daarna meerdere keren heruitgegeven, waaronder in 2013 als muziekcassette. Er zijn drie singles voor het album uitgegeven: "Old White Lincoln", "Great Expectations" en "The ’59 Sound".
The '59 Sound is het album waarmee The Gaslight Anthem als band doorbrak en grote bekendheid verkreeg. Het trok de aandacht van mainstreammedia zoals AllMusic, Pitchfork Media, Alternative Press en PopMatters, die het album over het algemeen positief beoordeelden.

## Achtergrond
Over de verschillen tussen The '59 Sound en het debuutalbum Sink or Swim (2007), merkte gitarist Alex Rosamilia op: "voor Sink or Swim hadden we een week of wat en wat we [aan materiaal] naar de studio brachten. Voor de laatste plaat hadden we ongeveer vijf weken en een behoorlijk arsenaal aan uitrusting om doorheen te gaan. Dat leidde tot een paar ideeën waarvan ik denk dat we ze anders niet zouden hebben gehad."
Het album werd goed ontvangen door recensenten. Er werden door hen, net zoals bij het vorige studioalbum, vergelijkingen getrokken met onder andere Against Me!, The Bouncing Souls, Hot Water Music en Bruce Springsteen. Mark Deming van AllMusic omschreef het album als een "heartlandrockversie van Social Distortion".

## Nummers
De iTunes-versie en de Japanse cd-versie van het album bevatten beide een bonustrack, namelijk "Once Upon a Time". Dit is een cover van de Amerikaanse band Robert Bradley's Blackwater Surprise.
| The '59 Sound 1. "Great Expectations" - 3:05 2. "The '59 Sound" - 3:09 3. "Old White Lincoln" - 3:23 4. "High Lonesome" - 3:05 5. "Film Noir" - 3:29 6. "Miles Davis & the Cool" - 4:11 7. "The Patient Ferris Wheel" - 3:34 8. "Casanova, Baby!" - 2:57 9. "Even Cowgirls Get the Blues" - 3:30 10. "Meet Me by the River's Edge" - 3:19 11. "Here's Looking at You, Kid" - 3:36 12. "The Backseat" - 4:14 | Bonustrack 1. "Once Upon a Time" - 3:58 |

## Singles
De vinylversie van "Great Expectations" bevat de akoestische versie van het nummer niet. Een van de cd-versies van "The '59 Sound" bevat in plaats van "Even Cowgirls Get the Blues" de live opgenomen nummers "State of Love and Trust" en "We Came to Dance".
"Old White Lincoln"
1. "Old White Lincoln"
2. "The '59 Sound" (live)

"Great Expectations"
1. "Great Expectations"
2. "Miles Davis & the Cool" (akoestisch)
3. "Great Expectations" (akoestisch)

"The '59 Sound"
1. "The '59 Sound"
2. "Even Cowgirls Get the Blues"

## Muzikanten
Band
- Brian Fallon - zang, gitaar
- Alex Rosamilia - gitaar, achtergrondzang
- Alex Levine - basgitaar, achtergrondzang
- Benny Horowitz - drums, buisklokken, tamboerijn

Aanvullende muzikanten
- Chris Wollard - zang
- Joe Sirois - zang
- Dicky Barrett - zang
- Hollie Fallon - zang
- Joe Sib - zang
- Kim Yarbrough - zang
- Gia Ciambotti - zang